# Brandbilen som försvann (film)
Brandbilen som försvann är en svensk/tysk film från 1993, regisserad av Hajo Gies.

## Handling
Gunvald Larsson, som blivit förflyttad till Rikskriminalen, bevakar tillfälligt ett hus när det plötsligt exploderar. Han räddar flera av personerna inuti huset och blir därefter sjukskriven. Men när chefen Hammar försöker lägga ner utredningen förhör Larsson de personer, som var i huset på egen hand, och upptäcker att en obetydlig droghandlare blivit mördad, något som hans chef Martin Beck kan bekräfta. Spåren leder till en tysk konstnär, som bor i Danmark, dit Beck åker. Där upptäcker han att deras misstänkte redan var död när explosionen ägde rum.

## Om filmen
Filmen är en av flera svensk/tyska samproduktioner om Martin Beck med samma skådespelare. Övriga filmer är Roseanna (1993), Polis polis potatismos, Mannen på balkongen, Polismördaren, Stockholm Marathon.

## Rollista i urval
- Gösta Ekman – Martin Beck
- Kjell Bergqvist – Lennart Kollberg
- Rolf Lassgård – Gunvald Larsson
- Niklas Hjulström – Benny Skacke
- Bernt Ström – Einar Rönn
- Torgny Anderberg – Evald Hammar
- Per-Gunnar Hylén – Karl Kristiansson
- Birger Österberg – Kurt Kvant
- Agneta Ekmanner – Greta Hjelm
- Ing-Marie Carlsson – Gun Kollberg
- Tova Magnusson-Norling – Putte Beck
- Gunvor Pontén – fru Olofsson
- Ulla Akselson – Stoiweilers granne
- Anita Ekström – Inga Beck, Martins hustru
- Holger Kunkel – Stoiweiler
- Rolf Jenner – Max Karlsson
- Maria Heiskanen – Carla Berggren
- Lena Lindblom - Avdelningssköterska
- Lena Thorsén - Monica
- Ron Sanford - Svart man